# Академическая гребля на летних Олимпийских играх 2024 — двойки парные (женщины)
Соревнования женщин в гребле в двойках парных на летних Олимпийских играх 2024 года прошли с 27 июля по 1 августа 2024 года на Национальном олимпийском водном стадионе региона Иль-де-Франс в пригороде Парижа Вер-сюр-Марн.

## Формат соревнований
Класс двоек парных относится к парным классам академической гребли, когда гребец использует два весла, по одному с каждой стороны лодки, в отличие от распашной гребли, в которой каждый гребец работает одним веслом и гребет только с одной стороны. Олимпийские соревнования проводятся в несколько раундов. Первый раунд состоит из трех заездов. Первые три лодки из каждого заезда выходят в полуфинал, остальные проходят в утешительный заезд. Утешительный заезд – это раунд, который дает гребцам второй шанс пройти в полуфинал. Три лучшие лодки из утешительного заезда проходят в полуфинал, остальные выбывают.
Третий раунд состоит из двух полуфиналов, в каждом из которых участвовало по 6 лодок. Три лучшие лодки из каждого заезда прошли в финал А и разыграли медали. Остальные лодки прошли в финал В.
Финалы были заключительным этапом, определяющий итоговые места. В финале А были разыграны медали, а также места с 4 до 6-го, в финале B были определены места с 7-го по 12-е.

## Расписание
Соревнования продолжались в течение шести дней. Указанное время ниже время – это время начала сессии; в течение сессии могут проводиться заезды в нескольких классах судов по академической гребли.
Время начала соревнований указано местное (UTC+2)
| Дата                     | Время | Раунд               |
| ------------------------ | ----- | ------------------- |
| Суббота 27 июля 2024     | 12:00 | Заезды              |
| Воскресенье 28 июля 2024 | 10:10 | Утешительные заезды |
| Вторник 30 июля 2024     | 10:50 | Полуфиналы          |
| Четверг 1 августа 2024   | 10:30 | Финал B             |
| Четверг 1 августа 2024   | 11:18 | Финал A             |

## Призёры
| Золото                                     | Серебро                                | Бронза                                                  |
| Новая Зеландия · Брук Фрэнсис · Люси Спурс | Румыния · Анкуца Боднар · Симона Радиш | Великобритания · Матильда Ходжкинс-Бирн · Ребекка Уайлд |

## Результаты

### Заезды
Три лучших лодки из каждого заезда выходят в полуфиналы, остальные проходят в утешительный заезд.

#### Заезд 1
| Место | Дорожка | Спортсмены                           | Страна         | Время   | Примечание |
| ----- | ------- | ------------------------------------ | -------------- | ------- | ---------- |
| 1     | 2       | Брук Фрэнсис Люси Спурс              | Новая Зеландия | 6:51.68 | Q          |
| 2     | 5       | Матильда Ходжкинс-Бирн Ребекка Уайлд | Великобритания | 6:52.31 | Q          |
| 3     | 4       | Кристина Вагнер София Витас          | США            | 6:56.47 | Q          |
| 4     | 1       | Мартине Велдхёйс Лиза Схенард        | Нидерланды     | 6:58.65 | R          |
| 5     | 3       | Стефания Гобби Клара Гуэрра          | Италия         | 7:15.51 | R          |

#### Заезд 2
| Место | Дорожка | Спортсмены                     | Страна    | Время   | Примечание |
| ----- | ------- | ------------------------------ | --------- | ------- | ---------- |
| 1     | 3       | Элоди Равера Эмма Люнатти      | Франция   | 6:48.89 | Q          |
| 2     | 2       | Аманда Бейтмен Харриет Хадсон  | Австралия | 6:49.21 | Q          |
| 3     | 1       | Зои Хайд Алисон Бергин         | Ирландия  | 6:52.61 | Q          |
| 4     | 4       | Доната Каралене Довиле Римкуте | Литва     | 6:59.62 | R          |

#### Заезд 3
| Место | Дорожка | Спортсмены                     | Страна   | Время   | Примечание |
| ----- | ------- | ------------------------------ | -------- | ------- | ---------- |
| 1     | 3       | Анкуца Боднар Симона Радиш     | Румыния  | 6:48.49 | Q          |
| 2     | 4       | Анна Сантруцкова Ленка Лукшова | Чехия    | 6:55.16 | Q          |
| 3     | 1       | Лю Шиюй Шэнь Шуанмэй           | Китай    | 6:58.85 | Q          |
| 4     | 2       | Теа Хельсет Ингер Кавли        | Норвегия | 7:00.78 | R          |

### Утешительный заезд
Три лучшие лодки проходят в полуфинал, остальные выбывают.
| Место | Дорожка | Спортсмены                     | Страна     | Время   | Примечание |
| ----- | ------- | ------------------------------ | ---------- | ------- | ---------- |
| 1     | 2       | Мартин Велдёйс Лиза Схенард    | Нидерланды | 7:08.42 | Q          |
| 2     | 3       | Теа Хельсет Ингер Кавли        | Норвегия   | 7:10.39 | Q          |
| 3     | 4       | Стефания Гобби Клара Гуэрра    | Италия     | 7:10.41 | Q          |
| 4     | 1       | Доната Каралене Довиле Римкуте | Литва      | 7:15.00 |            |

### Полуфиналы
Три лучшие лодки из каждого заезда проходят в финал А, остальные в финал В.

#### Полуфинал A/B 1
| Место | Дорожка | Спортсмены                     | Страна         | Время   | Примечание |
| ----- | ------- | ------------------------------ | -------------- | ------- | ---------- |
| 1     | 3       | Брук Фрэнсис Люси Спурс        | Новая Зеландия | 6:49.49 | FA         |
| 2     | 1       | Мартин Велдёйс Лиза Схенард    | Нидерланды     | 6:50.20 | FA         |
| 3     | 4       | Элоди Равера Эмма Люнатти      | Франция        | 6:51.30 | FA         |
| 4     | 2       | Анна Сантруцкова Ленка Лукшова | Чехия          | 6:54.76 | FB         |
| 5     | 5       | Зои Хайд Алисон Бергин         | Ирландия       | 6:55.08 | FB         |
| 6     | 6       | Стефания Гобби Клара Гуэрра    | Италия         | 6:58.08 | FB         |

#### Полуфинал A/B 2
| Место | Дорожка | Спортсмены                           | Страна         | Время   | Примечание |
| ----- | ------- | ------------------------------------ | -------------- | ------- | ---------- |
| 1     | 4       | Анкуца Боднар Симона Радиш           | Румыния        | 6:51.41 | FA         |
| 2     | 5       | Матильда Ходжкинс-Бирн Ребекка Уайлд | Великобритания | 6:51.82 | FA         |
| 3     | 1       | Теа Хельсет Ингер Кавли              | Норвегия       | 6:52.47 | FA         |
| 4     | 3       | Аманда Бейтмен Харриет Хадсон        | Австралия      | 6:52.69 | FB         |
| 5     | 2       | Кристина Вагнер София Витас          | США            | 7:04.12 | FB         |
| 6     | 6       | Лю Шиюй Шэнь Шуанмэй                 | Китай          | 7:09.75 | FB         |

### Финалы

#### Финал B
| Место | Дорожка | Спортсмены                     | Страна    | Время   |
| ----- | ------- | ------------------------------ | --------- | ------- |
| 7     | 4       | Аманда Бейтмен Харриет Хадсон  | Австралия | 6:47.66 |
| 8     | 5       | Анна Сантруцкова Ленка Лукшова | Чехия     | 6:49.92 |
| 9     | 5       | Кристина Вагнер София Витас    | США       | 6:50.74 |
| 10    | 2       | Зои Хайд Алисон Бергин         | Ирландия  | 6:55.62 |
| 11    | 1       | Стефания Гобби Клара Гуэрра    | Италия    | 6:56.87 |
| 12    | 6       | Лю Шиюй Шэнь Шуанмэй           | Китай     | 7:00.71 |

#### Финал A
| Место | Дорожка | Спортсмены                           | Страна         | Время   |
| ----- | ------- | ------------------------------------ | -------------- | ------- |
| 1     | 3       | Брук Фрэнсис Люси Спурс              | Новая Зеландия | 6:50.45 |
| 2     | 4       | Анкуца Боднар Симона Радиш           | Румыния        | 6:50.69 |
| 3     | 2       | Матильда Ходжкинс-Бирн Ребекка Уайлд | Великобритания | 6:53.22 |
| 4     | 5       | Мартин Велдёйс Лиза Схенард          | Нидерланды     | 6:54.24 |
| 5     | 6       | Элоди Равера Эмма Люнатти            | Франция        | 6:57.35 |
| 6     | 1       | Теа Хельсет Ингер Кавли              | Норвегия       | 6:58.41 |